# Brian Baumgartner
Pour les articles homonymes, voir Baumgartner.
Brian Baumgartner est un acteur américain né le 28 novembre 1972 à Atlanta (Géorgie). Acteur habitué aux seconds rôles ayant débuté en 2001, il est connu entre autres pour avoir incarné le comptable Kevin Malone (en) dans la série The Office. Il apparaît également dans le jeu vidéo NBA2K13.

## Filmographie

### Cinéma
- 2001 : Herman U.S.A. (en) de Bill Semans
- 2007 : Permis de mariage
- 2008 : Tout... sauf en famille (Four Christmases)
- 2010 : Dirty Girl d'Abe Sylvia
- 2016 : Ordinary World : Rupert

### Télévision
- 2005 : Arrested Development
- 2005-2013 : The Office
- 2006 : The Office: The Accountants (en)
- 2014 : New York, unité spéciale (saison 15, épisode 23) : Gordon Montlieff
- 2015 : Esprits criminels
- 2016 : Scream Queens : Richard